# Kings Canyon (Australie)
 (juillet 2025).
Si vous disposez d'ouvrages ou d'articles de référence ou si vous connaissez des sites web de qualité traitant du thème abordé ici, merci de compléter l'article en donnant les références utiles à sa vérifiabilité et en les liant à la section « Notes et références ».
Ne doit pas être confondu avec Kings Canyon (États-Unis).
Kings Canyon est un canyon situé dans le parc national de Warrtaka dans le Territoire du Nord, en Australie. Il se trouve à l'extrémité Ouest de la chaîne de montagne George Gill Range, à 323 km au sud-ouest d'Alice Springs, à 310 km au nord d'Uluru (Ayers Rock) et à 1 316 km au sud de Darwin.

## Circuits pédestres
Il existe deux circuits pédestres pour visiter Kings Canyon :
- Le premier (le Kings Creek Walk) fait 2 km aller-retour. Il longe le lit de la rivière et on passe donc au pied des falaises. Au bout de la promenade, une zone dégagée permet d'apprécier les parois de la vallée.
- Le second circuit (le Rim Walk) passe au sommet des falaises. Il fait une boucle de 6 km et demande 3 à 4 heures de marche. Au début de la promenade, un chemin appelé « la montée des infarctus », en raison de la difficulté à le grimper, conduit au sommet du canyon. On a de très belles vues sur le canyon et le désert environnant. Au milieu de la visite, un détour permet de descendre au « Jardin d'Eden », un trou d'eau permanent entouré d'une végétation luxuriante (fougères préhistoriques). La dernière moitié du circuit se fait au milieu de dômes de grès, restes de millions d'années d'érosion.
- Pour les marcheurs chevronnés, un parcours de 22 km, le Giles Track, relie Kings Canyon à Kathleen Springs.

Comme pour la plupart des circuits pédestres dans le centre de l'Australie, il est nécessaire de rappeler qu'il faut :  
- éviter de marcher aux heures chaudes de la journée.
- se munir de lunettes de soleil, d'un chapeau, d'eau (environ 1 litre par heure de marche) et d'un répulsif ou d'une moustiquaire.

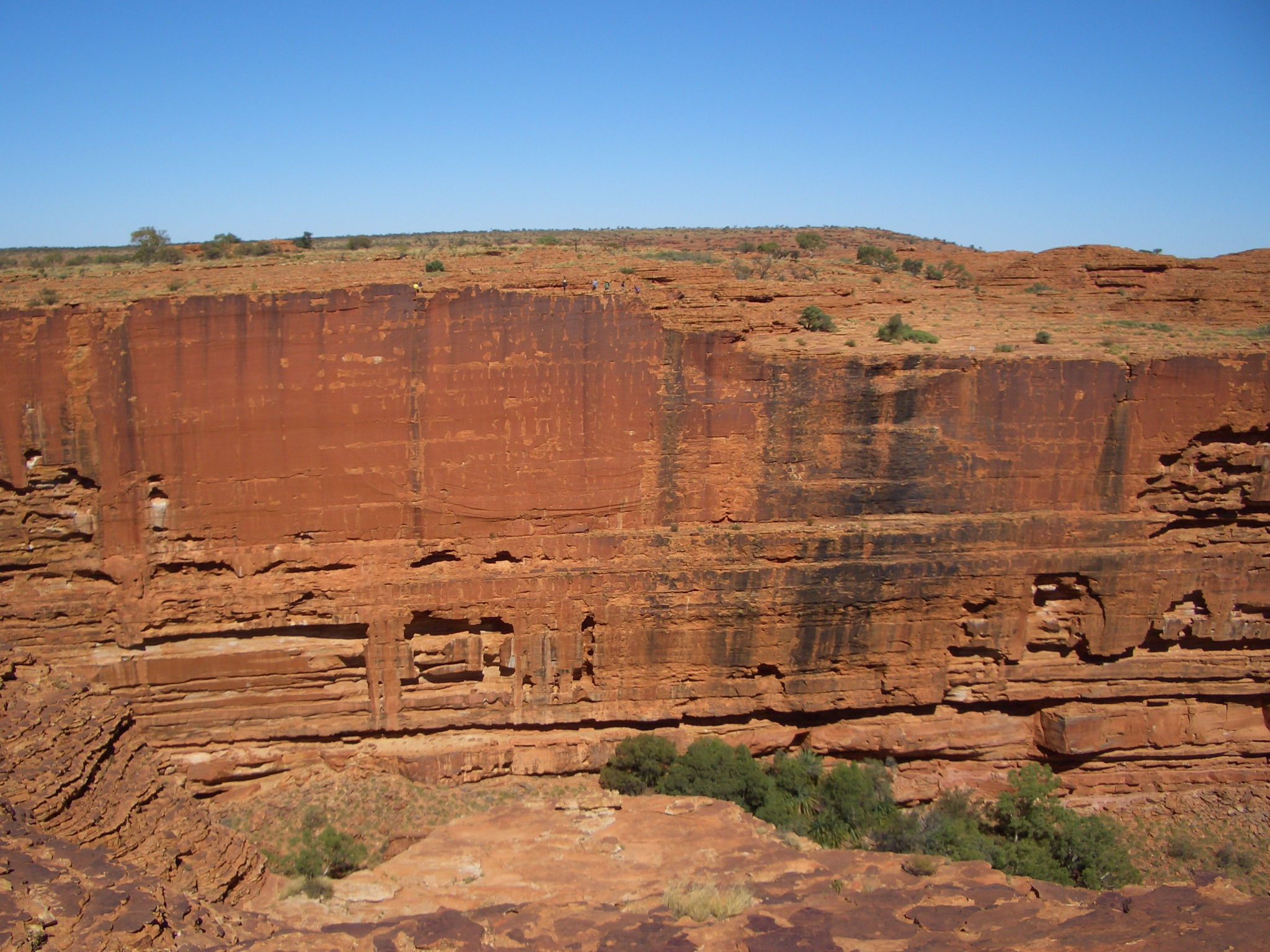
Les falaises de Kings Canyon
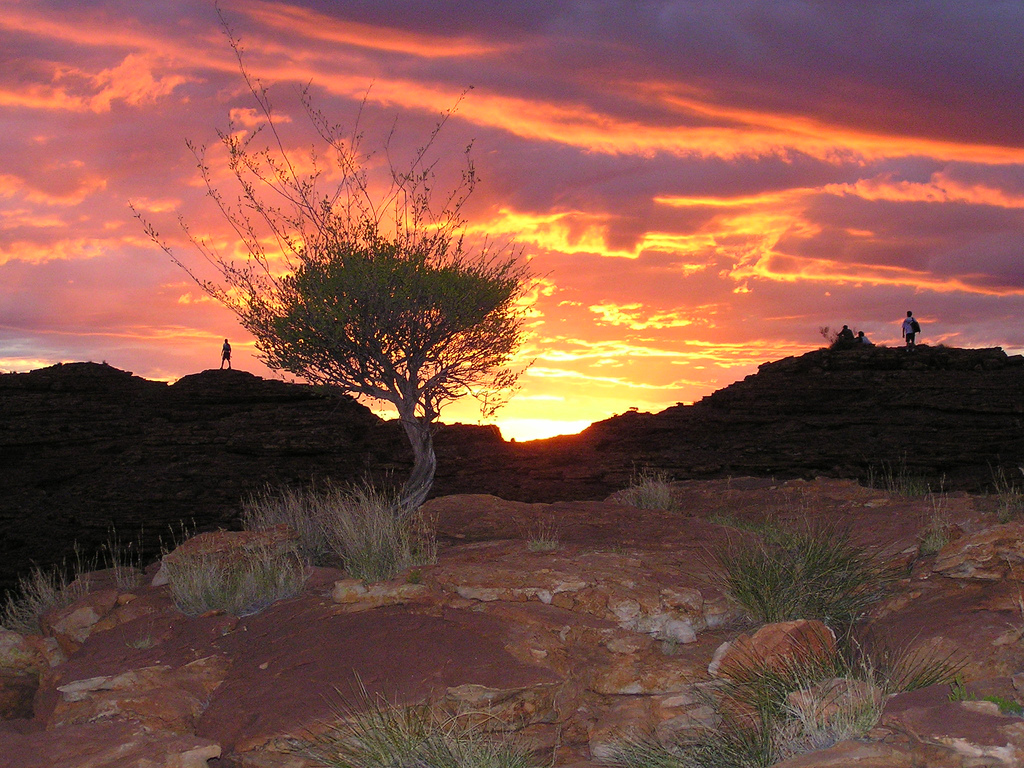
Coucher de soleil
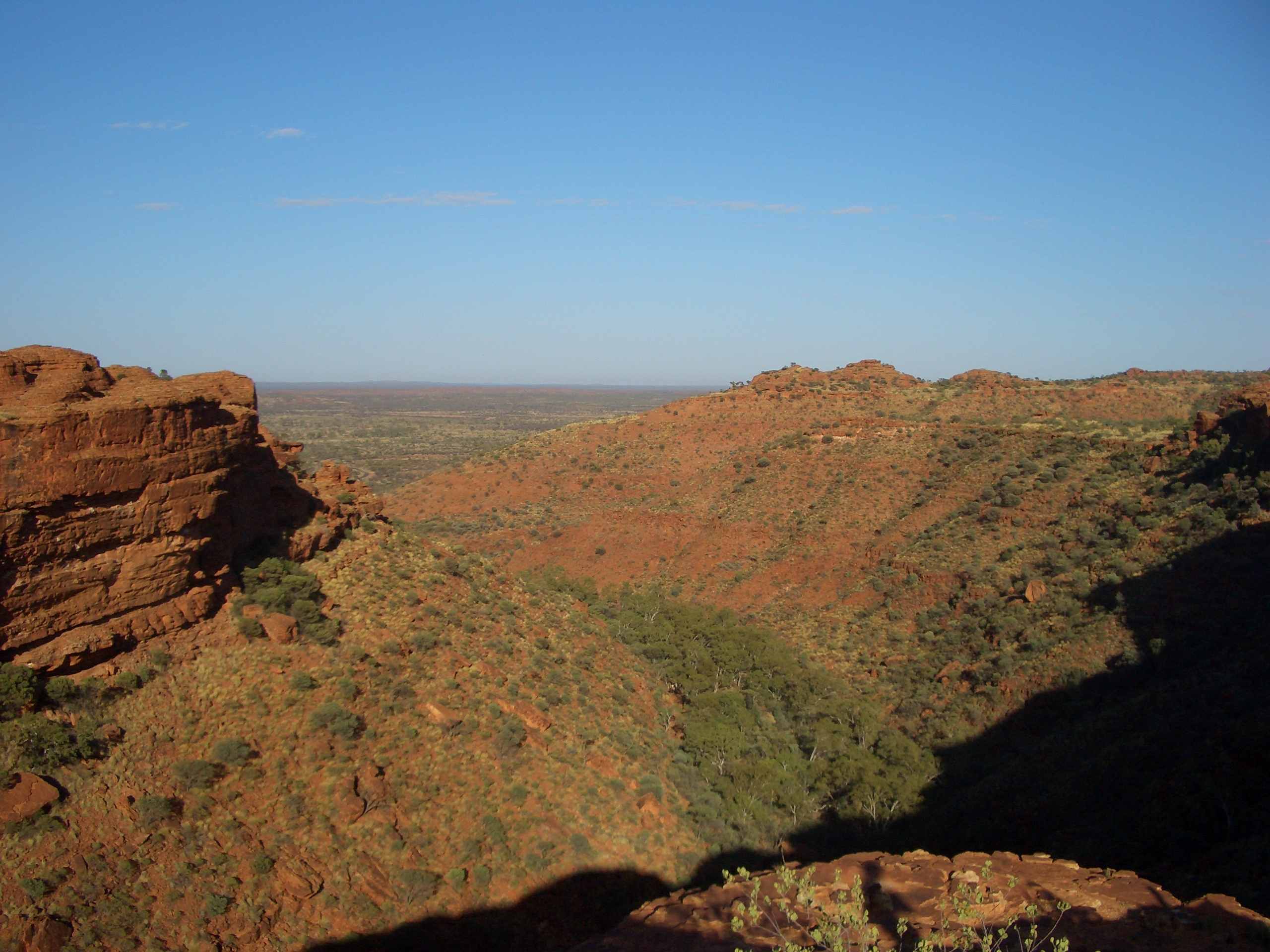
Vue sur le Kings Canyon depuis le Rim Walk

## Dans la culture populaire
Kings Canyon a été présenté dans le film de 1994 Priscilla, folle du désert en tant que rocher escaladé par les personnages principaux à la fin de leur voyage de découverte de soi.